# محاولة (قانون)
أصبحت المحاولة والشروع في الجريمة تُمثل جريمةً يعاقب عليها في القانون العام لإنجلترا.
المحاولة في الجريمة تعني أن أفعال المتهم تُعد مباشرة فعلية نحو ارتكاب الجريمة، ولذا تكون الجريمة هنا أبعد من مجرد الإعداد لها بل الشروع فيها.
فجوهر المحاولة في الجريمة أن المتهم فشل في إتمام الجريمة "Actus reus" (كلمة لاتينية معناها الحرفي الفعل المذنب)، ولكن يمتلك النية القاصدة لإنهائها. وحتى تثبت المسئولية القانونية، لابد من إثبات الفعل الإجرامي مصاحباً مع النية الجنائية المعبرة عنها بما يسمى (العقل المذنب) في اللحظة المؤاتية معاً (طالع التزامن (القانون) والمسئولية الصارمة لجرائم تعد حالة مستثنية لهذا القاعدة).